# 太湖平原

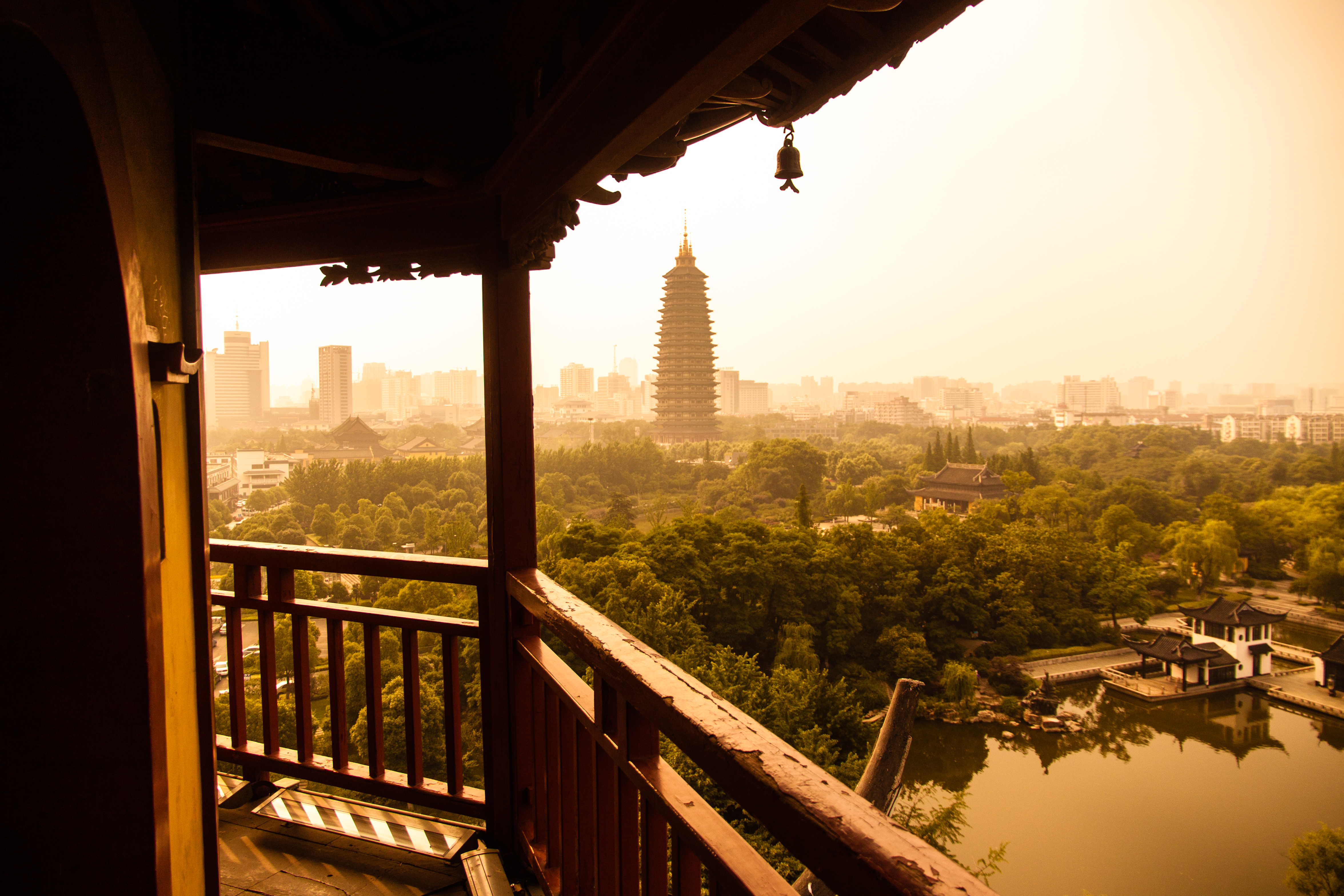
太湖平原

太湖平原位于太湖流域，北起长江，东临东海（但严格来说盐铁塘东北的苏州、上海沿江地带属于长江新三角洲平原），南达钱塘江和杭州湾，西面以天目山及其支脉茅山与皖南山地、宁镇丘陵相隔开。太湖平原大致包括江苏省苏州市、无锡市、常州市全部、镇江丹阳市大部、上海市全部、浙江省杭州市主要地区、嘉兴市和湖州市全部。
太湖流域是典型的平原水网地区，地形中间低、周边高，且相对平缓。太湖平原区内河网密布，有长江、江南运河等无数条大小河流通过。太湖平原是中国商品粮基地，自六朝以来便是中国皇室和军队用粮的主要来源。太湖平原也是苏州碧螺春、杭州龙井等名茶的原产地，此地又以丝绸生产加工和棉布生产而闻名，苏州、杭州、无锡、湖州是著名的生丝产地和丝绸加工地点，旧松江府和太仓州是重要的棉花和棉布生产地区。太湖水产丰富。近代以来，此地工业迅速发展。现已详成完善的工业体系，国营、民营、外资企业数量众多、实力雄厚。